# Дом Г. Ф. Станкевича
Дом Станкевича — историческое здание во Пскове, построенное на рубеже XIX—XX веков. Объект культурного наследия регионального значения. Расположен на углу Октябрьского проспекта и улицы Металлистов.

## История
Дом был построен как доходный. Его владелец, гражданский инженер Герард-Клеменс Фортунатович Станкевич, был и автором проекта. Участок для строительства дома он купил в 1898 году, а закончен дом был в 1904 году. Согласно первоначальному проекту, в доме было шесть барских квартир. По состоянию на 1906 год, часть помещений в доме занимало губернское акцизное управление. В 1909 году Станкевич продал дом, им владела О. А. Карамышева, а к 1917 году — совместно В. Г. Гродзинский и И. Ш. Изразлит. Во время немецкой оккупации Пскова в Великую Отечественную войну в доме был временный немецкий госпиталь, а при отступлении здание было взорвано. Дом был восстановлен в упрощённом виде, лишившись углового эркера и декоративных надстроек над третьим этажом. С 1954 по 1965 год в доме жил начальник опергруппы 1-й Ленинградской бригады Г. И. Пяткин, в память о нём установлена мемориальная доска. В 2012 году дом получил статус объекта культурного наследия. В настоящее время здание остаётся жилым, первый этаж здания занимают магазины, подвал — мастерская по ремонту обуви.

## Архитектура

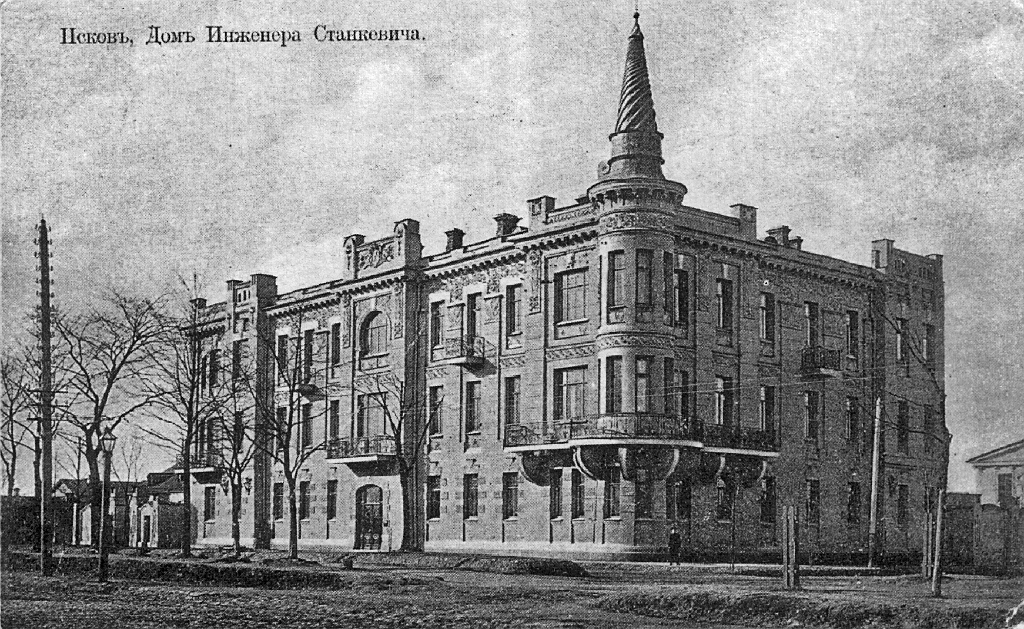
Дом Станкевича на дореволюционной открытке

Трёхэтажное кирпичное здание построено в стиле модерн. Угол дома, обращённый к перекрёстку, акцентировал цилиндрический эркер, который был увенчан высоким шпилем с винтовой отделкой (утрачен в годы войны). Здание в плане Г-образное, под вальмовой крышей, его наиболее протяжённый фасад — юго-западный, обращённый к Октябрьскому проспекту. Этот фасад асимметричный, имеет три разновеликих ризалита. Первоначально все ризалиты завершались аттиками, сохранился лишь аттик над левым ризалитом.
Главный вход в дом устроен в центральном ризалите, дверной проём имеет лучковое завершение, а ризалит в первом этаже несколько расширяется книзу. Углы центрального ризалита в верхних этажах имеют рустованные лопатки. Над парадным входом находится балкон с кованым ограждением, имеющим растительные мотивы. На третьем этаже в центральном ризалите имеется окно в форме буквы Ω, окружённое профилированным наличником с замковым камнем. По бокам от окна и над ним стена украшена растительным орнаментом, а в нише под окном — барельеф с четырьмя цветками розы. Лопатки по сторонам от окна украшены лепными композициями с женскими головками и пальмовыми ветвями.
Заглублённые части главного фасада, между ризалитами, имеют ширину в три оконных оси и оформлены одинаково. Оконные проёмы прямоугольные, одинакового размера. Окна первого этажа оформлены рустом и веерными замковыми камнями, на центральном камне — лепной растительный орнамент. Посередине каждой части на третьем этаже — небольшой балкон. Между оконными проёмами 2-го и 3-го этажей размещены рустованные лопатки, которые завершает лепная композиция из листьев. Под окнами второго этажа — ниши с барельфными композициями из женских головок и цветов лотоса, а под окнами третьего — с цветками розы.
Левый ризалит с сохранившимся аттиком, в котором имеется трёхчастный проём, подобный оконному, наиболее узкий. В его первом этаже есть небольшое расширение в виде трапеции. Плоскость стены в двух верхних этажах рустована. Окно третьего этажа шире, чем двух других, и снабжено замковым камнем. Под окном, ниже ниши с рельефным розовым цветком, находится лепное панно со стилизованным изображением букета ирисов. Слева от ризалита имеется ещё одна заглублённая часть фасада в одну ось, композиция которой подобна центральному ризалиту. Она имеет балкон во втором этаже с кованым ограждением. Окно третьего этажа трёхчастное, с лучковым завершением.
Правый ризалит фасада соединяется с угловой частью дома. В его первом этаже — два расположенных рядом узких окна с рустом. В двух верхних этажах ризалит ограничивают рустованные лопатки с барельефами, такими же, как на центральном ризалите. Под окном третьего этажа — ниша с двумя барельефными цветками розы, а над окном — замковый камень, украшенный растительным орнаментом. Угловая часть дома, где ранее был эркер со шпилем, имеет одну оконную ось. Она повторяет элементы декора двух фасадов и объединяет их композиции в одно целое.
Юго-восточный уличный фасад, вдоль улицы Металлистов, близок к симметричному. Он имеет два боковых ризалита и заглублённую центральную часть. Левый ризалит имеет такой же декор, как и правый ризалит главного фасада, за исключением того, что под окном 2-го этажа имеются лепные барельефы с женскими головками и цветками лотоса. Правый же ризалит похож на левый ризалит главного фасада. Центральная часть в три оконных оси повторяет композицию одной из заглублённых частей главного фасада.
Уличные фасады имеют общий ступенчатый цоколь. Второй и третий этажи разделяет декоративный пояс с цветочной гирляндой, прерывающийся на угловых лопатках и отсутствующий на двух крайних ризалитах. Над всеми уличными фасадами располагается карниз с модульонами, украшенными стилизованными листьями аканта, для заглублённых частей его дополняет фриз с рельефными ветками и мелкими цветами.
Боковые и дворовый фасад не декорированы. Со стороны дворового фасада располагаются три чёрных входа, ведущих в разные части здания. На стыке двух дворовых фасадов сделана узкая ниша в форме цилиндра, которая должна была служить световым колодцем.
Планировка значительно изменена, сохранились капитальные стены. Первоначально в доме имелся парадный вестибюль в центре основного уличного фасада, от которого вела парадная лестница. К парадной лестнице выходило по 2 квартиры на 2-м и 3-м этажах. По одной квартире на каждом этаже выходило на каждую из чёрных лестниц. Лестницы дома каменные, с деревянными поручнями и точёными балясинами. Имеются два не связанных друг с другом подвала, ранее сообщавшихся с чёрными лестницами.